# Haematoxylum campechianum
Haematoxylum campechianum és una espècie d'arbres de la família Fabaceae, el qual s'ha utilitzat tradicionalment com a matèria primera per a la producció de tint vermell, barrejant el líquid obtingut per decocció de la seva fusta amb sulfat de ferro. També se li denomina popularment «fusta de Campetx», «pal de campetx» i «pal tinta».
És un arbre que arriba a mesurar 6 metres d'altura. Les fulles de 3-6 cm de llarg són alternes, perennes, crases i obtuses per la seva base. Les flors tenen cinc pètals i corol·la blanca que s'ajunten en cims subjectes per un peduncle. El fruit és una drupa d'1 cm de llarg.

## Propietats
És comestible, però d'escàs valor alimentós.
Usat en el tractament de diarrees i còlics, així com irrigació per a casos de fluxos vaginals.